# Mørdrup (przystanek kolejowy)
Mørdrup (duń. Mørdrup Station) – przystanek kolejowy w miejscowości Mørdrup, w Regionie Stołecznym, w Danii. Przystanek powstał w 1934 roku. 
Znajduje się na Lille Nord i jest obsługiwany przez pociągi regionalne Lokaltog.

## Linie kolejowe
- Linia Lille Nord